# 바덴의 빅토리아
바덴의 빅토리아(스웨덴어: Victoria av Baden, 1862년 8월 7일 ~ 1930년 4월 4일)는 스웨덴의 구스타프 5세의 아내로 스웨덴의 왕비이다.

## 가족 관계
바덴의 빅토리아는 바덴 대공 프리드리히 1세와 그의 부인인 프로이센의 루이제의 딸로 태어났다. 어머니 루이제는 독일의 황제인 빌헬름 1세의 딸이었다. 이 때문에 빅토리아는 독일의 빌헬름 2세와 사촌 관계였다.
빅토리아의 할머니인 바덴의 조피 대공비는 원래 스웨덴의 공주로 쫓겨난 국왕이자 홀슈타인-고토로프 왕가의 국왕이었던 구스타프 4세 아돌프의 딸이었다. 빅토리아와 스웨덴 왕실과의 결혼은 중요하게 여겨지는데, 왜냐하면 빅토리아의 권리로 빅토리아의 후손들은 구스타프 4세 아돌프의 스웨덴 왕위계승권을 물려받게 되기 때문이다.

## 생애
바덴 대공의 딸로 태어난 빅토리아는 어린 시절부터 매우 재능있는 여성이었다. 피아노를 잘 쳤으며, 사진 역시 매우 잘 찍었다. 1881년 스웨덴의 왕태자였던 구스타프와 결혼했다. 하지만 추운 스웨덴 날씨는 건강이 좋지 못했던 빅토리아에게 나빴으며 결국 생애 대부분을 스웨덴과 다른 따뜻한 지방을 여행하면서 살았다. 특히 카프리 섬은 빅토리아가 오래도록 머물렀던 곳이었다. 친독일성향을 가지고 있었던 빅토리아는 1차 세계 대전이 일어나자, 고향을 돕기 위해 정치적인 영향력을 행사하려 했다. 하지만 스웨덴은 중립주의를 유지했다. 빅토리아는 로마에서 사망했다.

## 자녀
구스타프 5세 사이에서 세 명의 아들을 낳았다. 
- 구스타프 6세 아돌프 (1882-1973): 스웨덴의 국왕, 코넛 공녀 마거릿과 결혼 후 사별, 레이디 루이즈 마운트배튼과 결혼
- 쇠데르만란드 공작 빌헬름 왕자 (1884-1965): 러시아의 마리야 파블로브나 여대공과 결혼 후 이혼
- 베스트만란드 공작 에리크 왕자 (1889-1918): 스페인 독감으로 요절